# Macromphalina redferni
Macromphalina redferni là một loài ốc biển rất nhỏ, là động vật thân mềm chân bụng sống ở biển trong họ Vanikoridae.

## Miêu tả
Độ dài vỏ lớn nhất ghi nhận được là 5.5 mm.

## Môi trường sống
Độ sâu nhỏ nhất ghi nhận được là 10 m. Độ sâu lớn nhất ghi nhận được là 30 m.